# Арар, Иван
Иван Арар (хорв. Ivan Arar; 8 сентября 1909, Вишеград — 5 ноября 2000, Загреб) — югославский горный инженер, преподаватель и специалист в области транспортировки грузов в шахтах и подземных сооружениях.

## Биография
Иван Арар родился в 1909 году в Вишеграде. Начальное образование получил в Дервенте и Сараево, после чего он отправился в Люблянский университет для обучения на горном отделении его Технического факультета. Получив диплом горного инженера в 1934 году, Арар стал работать по специальности в шахтах и рудниках по всей Югославии. Спустя около пятнадцати лет активной деятельности в качестве инженера, главного инженера и технического директора на югославских приисках, Иван Арар осел в Загребе, где в 1948 году занял должность профессора на Техническом факультете Загребского университета. За тридцать лет работы на факультете он успел отметиться как автор научных статей для журналов, как специалист в области транспортировки грузов в шахтах и подъёма их на поверхность, как автор целого учебника по этой теме «Transportna sredstva u rudarstvu» (1962) и как основатель лаборатории, в стенах которой проводились опыты, связанные с перемещением грузов в подземных сооружениях.